# الصور، مکه
الصور (به عربی: الصور) یک منطقهٔ مسکونی در عربستان سعودی است که در استان مکه واقع شده‌است.